# Грегуар (озеро)
Грегуар (англ. Gregoire Lake) — озеро в провинции Альберта в Канаде. Расположено в Северной Альберте, между озером Ла-Биш и Форт-Мак-Марри, в 30 километрах к юго-востоку от последнего. Одно из средних по величине озёр Канады — общая площадь равна 25,8 км². Мелководно, средняя глубина меньше четырёх метров. Питание от многих малых рек и ручьёв. Сток по одноимённой реке (бассейн реки Атабаска).
В смешанных лесах по берегам озера основными породами деревьев являются тополь, белая и чёрная ель. В водах озера ловится сиг, северная щука, судак, жёлтый окунь.
Провинциальный парк Грегуар-Лейк расположен на северном берегу озера. Для отдыхающих круглогодично доступны кемпинги, места для пикников, летом — пляжи, лодки и катера, зимой — трассы для лыжных кроссов и всё необходимое для подлёдного лова.